# 平井正
平井 正（ひらい ただし、1929年11月10日 - 2012年）は、日本のドイツ文学者。元立教大学教授。

## 来歴
1929年、新潟県新潟市生まれ。東京大学文学部独文科を卒業し、同大学院修士課程修了。東京工業大学教授、立教大学教授をつとめた。

## 研究内容・業績
ドイツ映画、ベルリン、ドイツの鉄道に造詣が深く、ナチス時代を中心とした20世紀ドイツ語圏の都市文化に関する研究や訳書で知られる。

## 主な著書
- 『ベルリン』全3巻（せりか書房） 1980 - 1982

Ⅰ.悲劇と幻影の時代、Ⅱ.虚栄と倦怠の時代、Ⅲ.破局と転換の時代
- 『ゲッベルス メディア時代の政治宣伝』（中公新書） 1991
- 『ベルリン 歴史の道 写真紀行』（光人社） 1993
- 『ドイツ・悲劇の誕生』全3巻（せりか書房） 1993 - 1994
- 『20世紀の権力とメディア ナチ・統制・プロパガンダ』（雄山閣） 1995
- 『ドイツ 旅の心得 日本人のドイツ、ドイツ人の日本』（光人社） 1996
- 『ドイツ 鉄道の旅 蘇るドイツ鉄道』（光人社） 1997
- 『レニ・リーフェンシュタール』（晶文社） 1999
- 『ドイツ鉄道事情 紀行と秘話の鉄道物語』（光人社） 2000
- 『ヒトラー・ユーゲント 青年運動から戦闘組織へ』（中公新書） 2001
- 『新世紀 ドイツ旅の心得』（光人社） 2001
- 『オリエント急行の時代』（中公新書） 2007

### 共著ほか
- 『都市大衆文化の成立 現代文化の原型一九二〇年代』（有斐閣選書） 1983
- 『ベルリン 世界都市への胎動』（編、国書刊行会、ドイツの世紀末4） 1986：全5巻
- 『ワイマール文化 早熟な《大衆文化》のゆくえ』（有斐閣選書） 1987
- 『表現主義・ダダを読む』（編、白水社） 1996

### 主な訳書
- 『夜警』（ボナヴェントゥーラ、現代思潮社、古典文庫） 1967、のち新版 1977 ほか
- 『カリガリからヒットラーまで』（ジークフリート・クラカウアー、せりか書房） 1971
- 『チェコ構造美学論集 美的機能の芸術社会学』 (ヤン・ムカジョフスキー、千野栄一共訳、せりか書房） 1975
- 『歴史 - 永遠のユダヤ人の鏡像』（クラカウアー、せりか書房） 1977
- 『天国と地獄 - ジャック・オッフェンバックと同時代のパリ』（クラカウアー、せりか書房） 1978、のちちくま学芸文庫 1995
- 『ドイツ映画の偉大な時代』（クルト・リース、柴田陽弘共訳、フィルムアート社） 1981
- 『キャバレーの文化史Ⅰ 道化・諷刺・シャンソン』（ハインツ・グロイル、田辺秀樹共訳、ありな書房） 1983
- 『ギンスター クラカウアーの自伝的小説』（クラカウアー、斎藤松三郎共訳、せりか書房） 1985
- 『大衆プロパガンダ映画の誕生』（グレゴリー・ベイトソン、宇波彰共訳・解説、御茶の水書房） 1986
- 『キャバレーの文化史II ファシズム・戦後・現代』（ハインツ・グロイル、岩淵達治, 田辺秀樹ほか共訳、ありな書房） 1988
- 『ドイツ映画の誕生』（ミヒャエル・ハーニッシュ、監訳、高科書店） 1995